# Acuticauda erigerontis
Acuticauda erigerontis är en insektsart. Acuticauda erigerontis ingår i släktet Acuticauda och familjen långrörsbladlöss. Inga underarter finns listade i Catalogue of Life.